# ارتشر تايلور
ارتشر تايلور (بالإنجليزية: Archer Taylor)‏ هو لغوي أمريكي، ولد في 1 أغسطس 1890 في فيلادلفيا في الولايات المتحدة، وتوفي في 30 سبتمبر 1973 في فاليجو في الولايات المتحدة.